# 鸭子游戏
《鸭子游戏》是Landon Podbielski开发，Adult Swim Games发行的动作电子游戏。游戏于2014年在Ouya游戏机发行，2015在Microsoft Windows发行，并预定在PlayStation 4发行。

## 玩法
《鸭子游戏》是融入射击和平台机制的2D动作游戏。游戏可以单人游玩，也支持之多三人本地或在线游戏。

## 开发
《鸭子游戏》由温哥华开发商Landon Podbielski开发。游戏于2014年5月13日在Ouya发行。游戏发行时仅支持多人模式，但2014年11月更新加入了单人模式。游戏于2015年6月4日在Microsoft Windows发行。2015年PlayStation Experience上公布将了推出PlayStation 4版的消息。

## 评价
《鸭子游戏》总体获得媒体正面评价。Destructoid的Steven Hansen称，遊戲可與《侍铳》、《塔倒：升天》等成功的同期同类游戏比肩，并结合了《瓦里奥制造》和《超级包装箱》的随意与节奏。